# Mastallone (torrente)
Il Mastallone (Mastalon in piemontese), a volte erroneamente indicato come Mastellone, è un torrente del Piemonte settentrionale che scorre nell'omonima valle. È un affluente di sinistra del fiume Sesia e il perimetro del suo bacino è di 61 km.

## Corso del torrente
Nasce attorno ai 2000 metri di quota in comune di Bannio Anzino (VB), a nord del Colle d'Egua, e forma poco dopo il lago di Baranca (1.820 m). Scende quindi verso sud-est fino a Fobello, da dove il suo corso comincia a dirigersi decisamente verso sud. Al ponte delle Due Acque riceve da sinistra il Torrente Landwasser continuando poi il suo percorso in una valle piuttosto stretta e poco abitata.
A Cravagliana il suo orientamento ruota di 90° e punta verso est fino a Sabbia. Di qui, ricevuto ancora da sinistra l'apporto del Torrente Sabbiola, riprende progressivamente un andamento verso sud.
Dopo un tratto nel quale si infossa profondamente tra le rocce ed è scavalcato dallo spettacolare Ponte della Gula il Mastallone attraversa l'abitato di Varallo e confluisce infine nel Sesia a quota 443.

## Affluenti
Nella parte media e bassa del corso del Mastallone gli affluenti di sinistra prevalgono sui brevi corsi d'acqua che lo raggiungono in destra idrografica; ciò perché l'ampiezza dei bacini di questi ultimi è limitata dalla vicinanza del solco principale della Valsesia.

I principali affluenti sono:
- in sinistra idrografica
  - Torrente Landwasser: nasce dal versante occidentale del Monte Capezzone; transitato a valle di Rimella raccoglie da sinistra le acque dell'Enderwasser nei pressi del piccolo santuario della Madonna del Rumore e raggiunge il Mastallone al ponte delle Due Acque;
  - Torrente Valbella: forma l'omonima valle, selvaggia e dall'andamento contorto, e dal Monte Capio va a raggiungere il solco principale a Ferrera dopo aver bagnato i due piccoli gruppi di case Valbella Superiore e Inferiore;
  - Torrente Sabbiola: raccoglie le acque che scendono dalle montagne comprese tra la Massa del Turlo e il Monte Capio e, dopo aver formato la Val Sabbiola, sfocia nel Mastallone poco a sud di Sabbia;
  - Torrente Bagnola: nasce dal versante sud della Massa del Turlo; aggirato il terrazzo sul quale sorge Cervarolo riceve da destra le acque del Torrente Nono (che scende dal Vallone di Camasco) e confluisce nel Mastallone presso il ponte di Cervarolo;

- in destra idrografica
  - Rio delle Piane: scende in senso ovest-est passando per l'alpe omonima e sfocia nel Mastallone poco a monte di Santa Maria Fobello;
  - Rio del Roy: forma il vallone omonimo, incluso nel Parco naturale Alta Valsesia, e raggiunge il Mastallone a Boco Inferiore;
  - Torrente Cervo: bagna il vallone di Cervatto e sfocia nel Mastallone poco a sud di Fobello.
  - Rio Crös della Meula: forma la valletta che discende dal Pizzo Tracciora di Cervatto e che include la frazione Meula di Cravagliana.

## Utilizzi

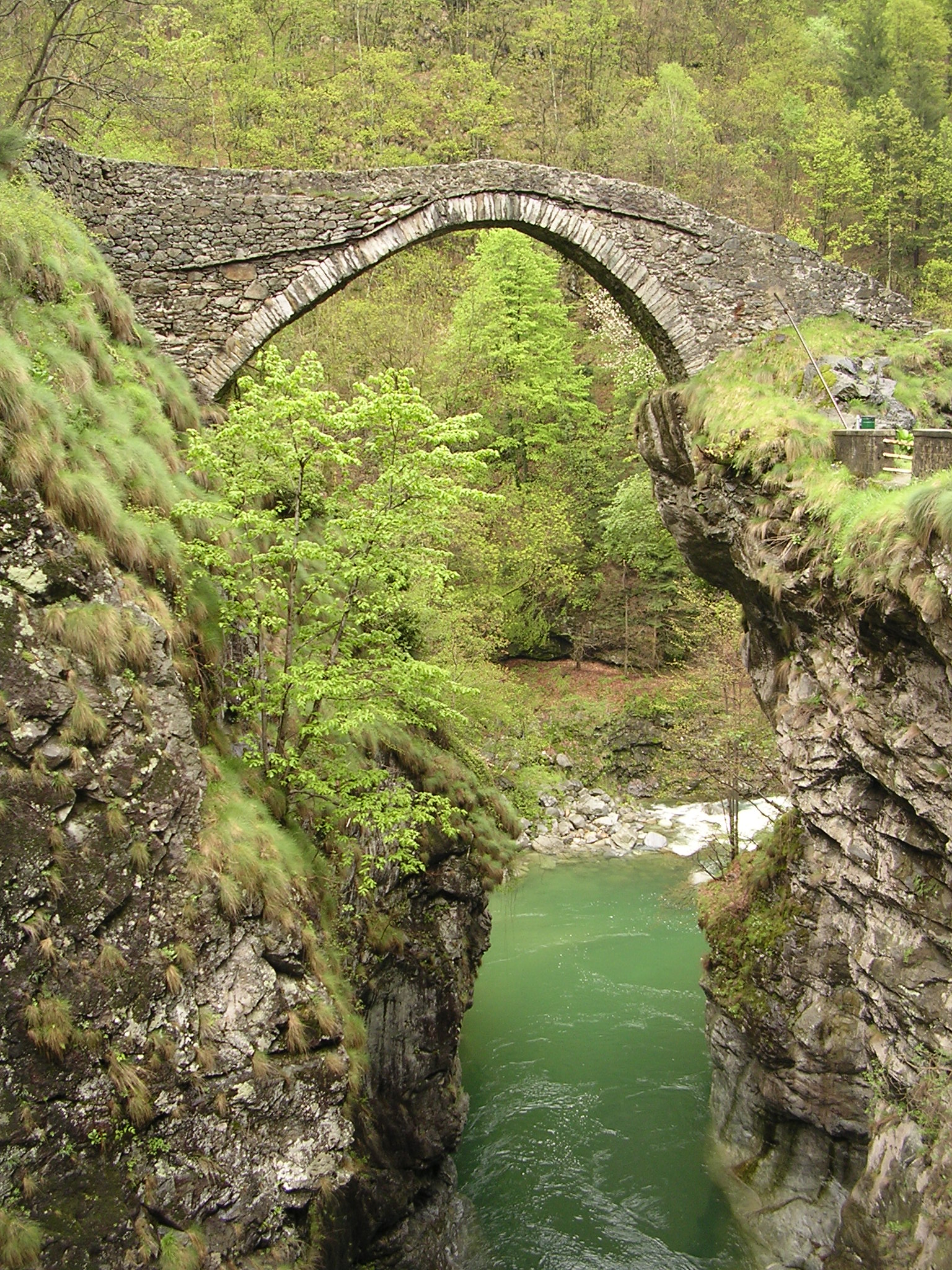
Lo spettacolare Ponte della Gula (538 m s.l.m.)

Data la soddisfacente qualità delle acque del Mastallone sono in previsione prelievi ad uso idropotabile a servizio delle reti acquedottistiche dei centri della bassa Valsesia

Dal Ponte delle Due Acque a Varallo il Mastallone è navigabile in kayak e canoa, e sono stati segnalati ed attrezzati alcuni imbarchi. 
Il periodo migliore per la discesa è, a seconda delle precipitazioni, tra metà aprile e fine giugno. I passaggi nelle gole nei pressi del Ponte della Gula sono molto impegnativi.

Il torrente è molto pescoso e viene annualmente ripopolato con trote iridee e salmerini; vari km del suo corso sono inclusi in riserve di pesca.